# Ouan
Ouan is een gemeente (commune) in de regio Ségou in Mali. De gemeente telt 9100 inwoners (2009).
De gemeente bestaat uit de volgende plaatsen:
- Bathiridougou
- Boundi
- Bourasso
- Daguedougou
- Doungel
- Forokouna
- Kandougou
- Kanga
- Kansara
- Kantama
- Késsédougou
- Konguena
- Kononina
- Ouan
- Ouéna
- Promou
- Samani